# Біосферний заповідник Алі-ботуш
Алі ботуш (болг. Али ботуш), також Аліботуш — заповідник на невеликому гірському хребті Славянка, розташованого на кордоні між Болгарія і Грецією. Заповідник займає північну частину гори, що лежить на території Болгарії і бере свою назву від старої назви Славянки. Він розташован в общинах Санданський та Хаджидимово Благоєвградської області. Заснований у 1951 році для захисту найбільших лісів ендемічної боснійської сосни на Балканському півострові. Його територія була розширена кілька разів і охоплює площу 1638 га. У 1977 році було оголошено біосферним заповідником ЮНЕСКО .

## Географія
Заповідник розташований на північних схилах гірського хребта Славянка на висотах між 1140 і 2212 м. Він відокремлений від гірського хребта Пірин на північ від сідловини Парил. Гора утворена метаморфічними палеозойськими вапняками та мармуром, які покривають гранітне ядро. Територія Алі Ботуша має різноманітні геоморфологічні форми і ряд хребтів.
Резерв потрапляє в зону континентального середземноморського клімату, а на високій висоті має також альпійський клімат. Проте середземноморський клімат визначає режим опадів, який має осінньо-зимовий максимум і літній мінімум. Середні температури взимку набагато перевищують середні температури на тих же висотах у решті країни. Вплив вітру фен дуже сильний взимку.
Середньорічна температура для нижніх частин заповідника становить 14 °C, а для найвищих — близько 6 °C. Середня тривалість періоду з температурами вище 10°С для низьких ділянок заповідника становить 200—220 днів, а для високих — 130 днів. Річна кількість опадів коливається від 700 до 900 мм і перевищує 900 мм в найвищих зонах. Внаслідок карстового рельєфу водних ресурсів заповідника не вистачає. Потоки підтримуються переважно підземними водами; внесок дощів становить 25-30 % від загального обсягу потоку, тоді як сніг утворює ще 20-25 %.
Ґрунти складаються з коричних лісових ґрунтів на нижніх землях і бурих лісових на більшій висоті. Переважає гумусно-карбонатний тип ґрунту, але є також гірсько-лісові ґрунти у вищих ділянках. Гумусно-карбонатні ґрунти неглибокі та помірковано глибокі. Вони зазвичай сухі і теплі.

## Флора

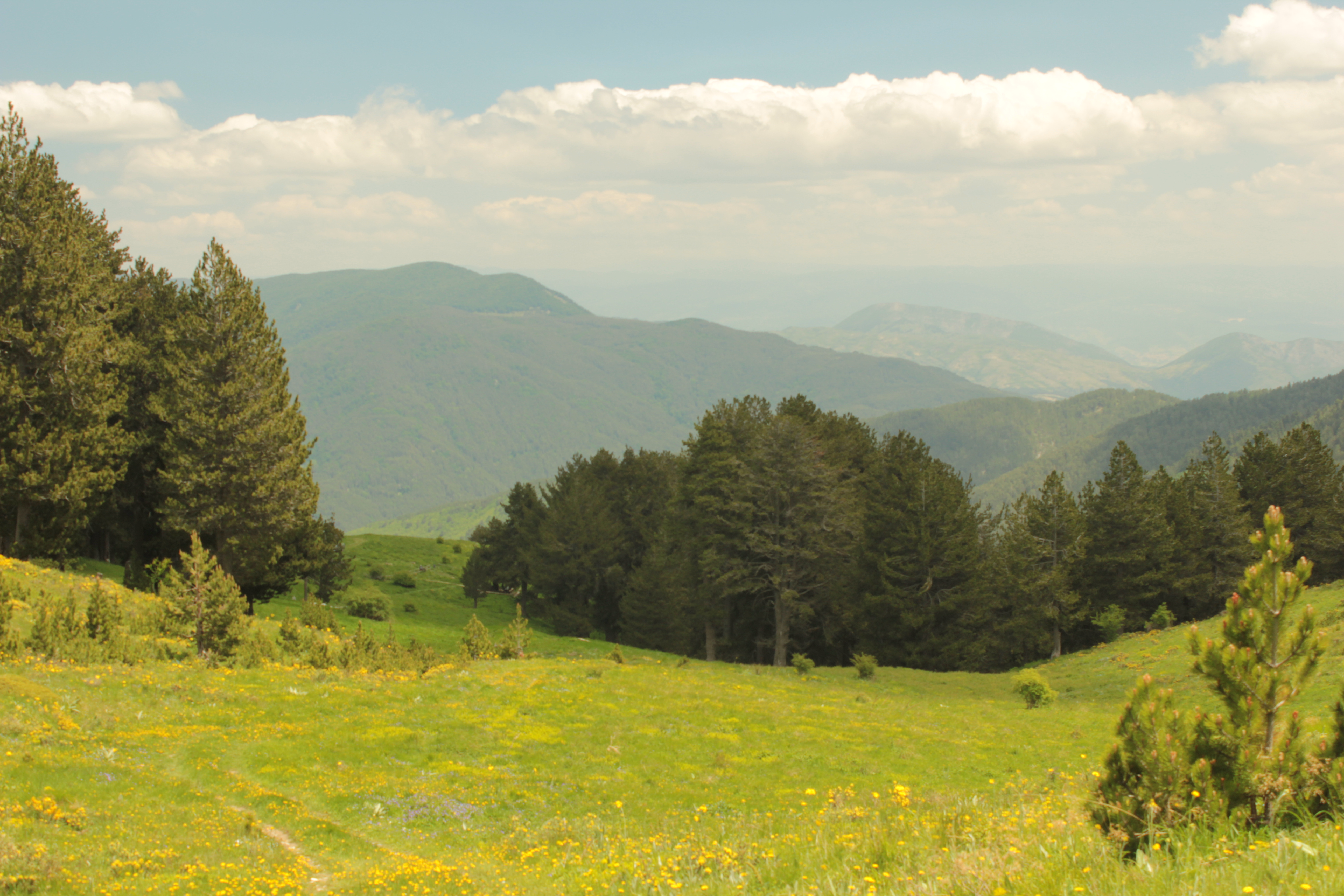
Вид на заповідник

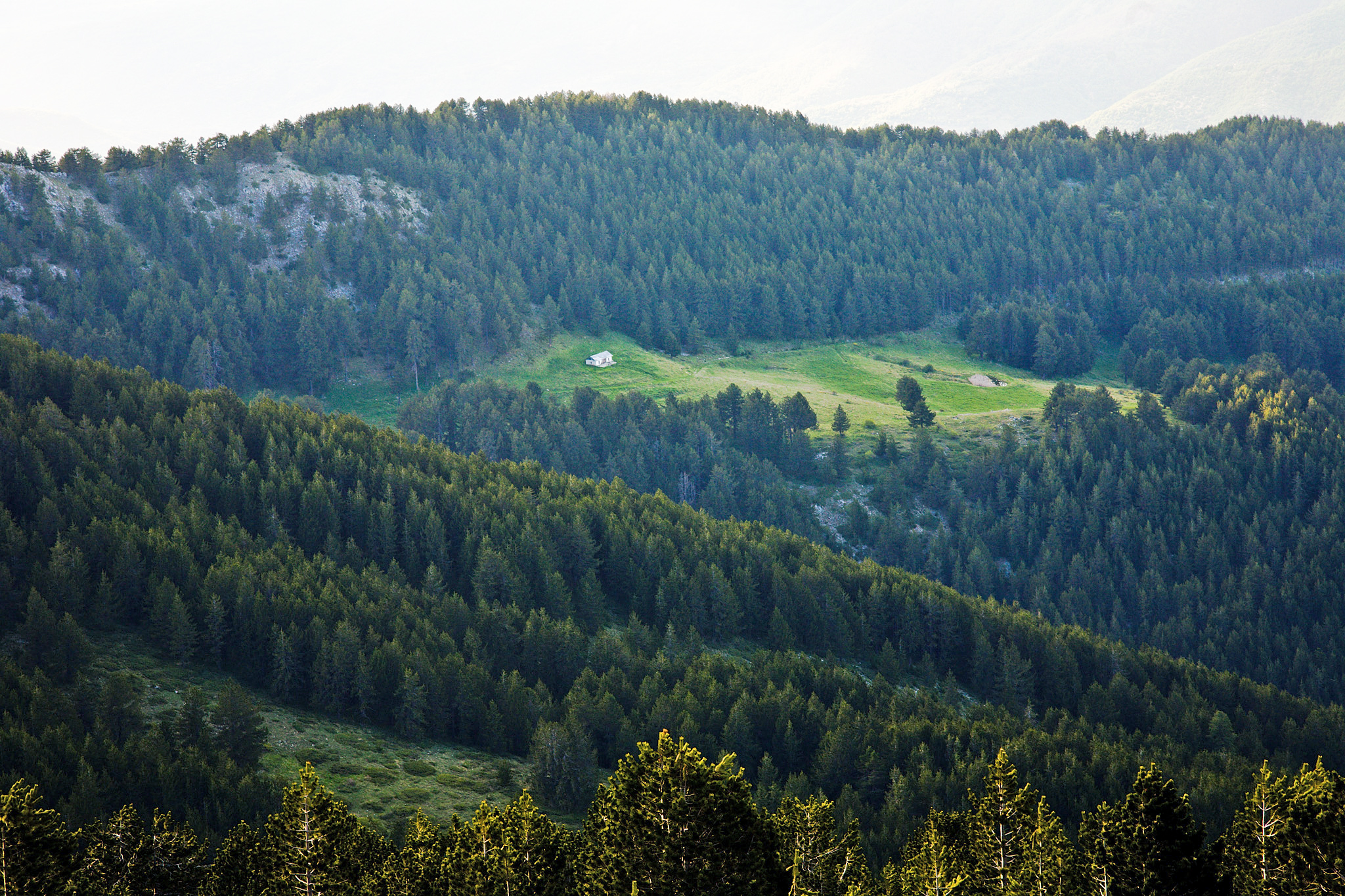
Місцевість Марина Поляна, єдине місце з питною видою у високих ділянках заповідника

Алі Ботуш є домом для різноманітної флори, яка залишається недоторканою і незайманою завдяки відносній ізоляції заповідника в прикордонній зоні. На його крихітній території налічується понад 1500 видів судинних рослин, що робить його ключовим центром флористичного формування на Балканському півострові. Є більше 20 болгарських ендемічних видів, п'ять з яких можна спостерігати тільки в заповіднику, і від 42 до 46 балканських ендемічних таксонів. Види рослин походять з біоми як вічнозелених лісів Середземномор'я, так і помірного лісу.
В листяних лісах в найнижчих місцях заповідника переважають бук лісовий, хмелеграб, рідше Каштан їстівний. Хвойний лісовий пояс складається з сосни звичайної, сосни чорної європейської, ялини європейської, ялиці білої, македонської ялиці, сосни румелійської і боснійської сосни. Домінуючі породи дерев нижнього хвойного поясу між 1000 і 1450 м це чорна європейська сосна, а ліси на більших висотах до 1800—1900 м утворені боснійською сосною і є найбільшими на Балканах. Заповідник, а також національний парк Пірин є єдиними місцями існування цього виду сосен в Болгарії. Середній вік боснійських соснових лісів становить від 60 до 120 років, досягаючи понад 200 і рідко 400 років. Висота окремих дерев може перевищувати 30 м. Бук і ялина ростуть у тінистих місцях з багатством ґрунтів, а боснійська сосна займає зони з меншою кількістю поживних речовин.
Кущова рослинність в заповіднику теж різноманітна і складається з тису ягідного, декількох видів вовчих ягід та інших.
Трав'яниста рослинність дуже різноманітна внаслідок сприятливих кліматичних і ґрунтових умов, а також вапнякової кам'яної породи. Болгарська частина Славянки є єдиним місцем оселення ендемічного Convolvulus suendermanii. Важливими охоронними видами є адіант венерин волос, Polygala nicaeensis, Rhamnus fallax, а також балканський ендемік Fritillaria drenovskii, обмежений Славянкою, Пірином і північною Грецією, Pulsatilla rhodopaea, Sax ifraga siribrnyi, Viola delphinantha, обмежені цим районом Болгарії, а також Греції, Centaurea parilica, обмежений Славянкою і південним Пірином, та інші.
У 2012 одних з рідкісних грибів, Zeus olympius, який до цього був знайдений тільки на Олімпі в Греції, був також знайдений в Алі Ботуш. Він росте тільки на боснійській сосні.

## Фауна
Фауна заповідника також різноманітна. Найбільш поширені великі ссавці включають бурого ведмедя, вовка, сарну європейську, дику свиню, зайця сірого, лисицю, європейського борсука і шакала. Рептилії різноманітні і включають двох видів черепах, черепаха середземноморська і черепаха Германа, а також численні змії і ящірки, як-от рідкісна котяча змія звичайна і Стінна ящірка Ерхарда. Це єдине місце в Болгарії, де знайдений македонський тритон гребінчастий.
З безхребетних видів між 55 і 60 % належать до середземноморського біома. До цього часу в заповіднику описано понад 1200 видів комах. Особливий інтерес представляють добові метелики. У 1992 році біолог Здравко Кольов виділив п'ять нових видів метеликів для Болгарії — Euchloe penia, Polyommatus andronicus, Polyommatus aroaniensis,, Agrodiaetus nephohiptamenos Pseudochazara orestes; з них усі крім Euchloe penia є балканськими ендеміками та усі окрім Polyommatus aroaniensis можна знайти в Болгарії тільки на Славянці та горах Пірин.